# René Pijnen
Marinus "René" Augustinus Josephus Pijnen (født 3. september 1946 i Woensdrecht) er en hollandsk forhenværende cykelrytter. Hans foretrukne disciplin var banecykling, hvor han har vundet medaljer ved EM, VM og OL.
Pijnen vandt mange seksdagesløb, med blandt andet to sejre ved Københavns seksdagesløb med makkerne Gert Frank (1979) og Patrick Sercu i 1982. 
Han kørte dog også lidt på landevejen, og han deltog i dette ved OL 1968 i Mexico City, hvor han først var med på det hollandske hold i 100 km tidskørsel. Sammen med Fedor den Hertog, Jan Krekels og Joop Zoetemelk kørte han de (reelt 104 km) i tiden 2.07.49,06 timer, hvilket var mere en 1½ minut foran de fire svenske Fåglum-brødre (Erik, Gösta, Sture og Tomas Pettersson) og nok til guldmedaljerne. Pijnen deltog også i det individuelle landevejsløb, hvor han blev bedste hollænder på en femteplads, lidt mere end to minutter efter den italienske vinder, Pierfranco Vianelli.
Han var professionel fra 1969 til 1987.